# Vulpes rooki
Vulpes rooki — вид вимерлих хижих ссавців з родини псових, який жив у пліоцені; викопні рештки знайдені у Китаї.